# ロナ (女神)

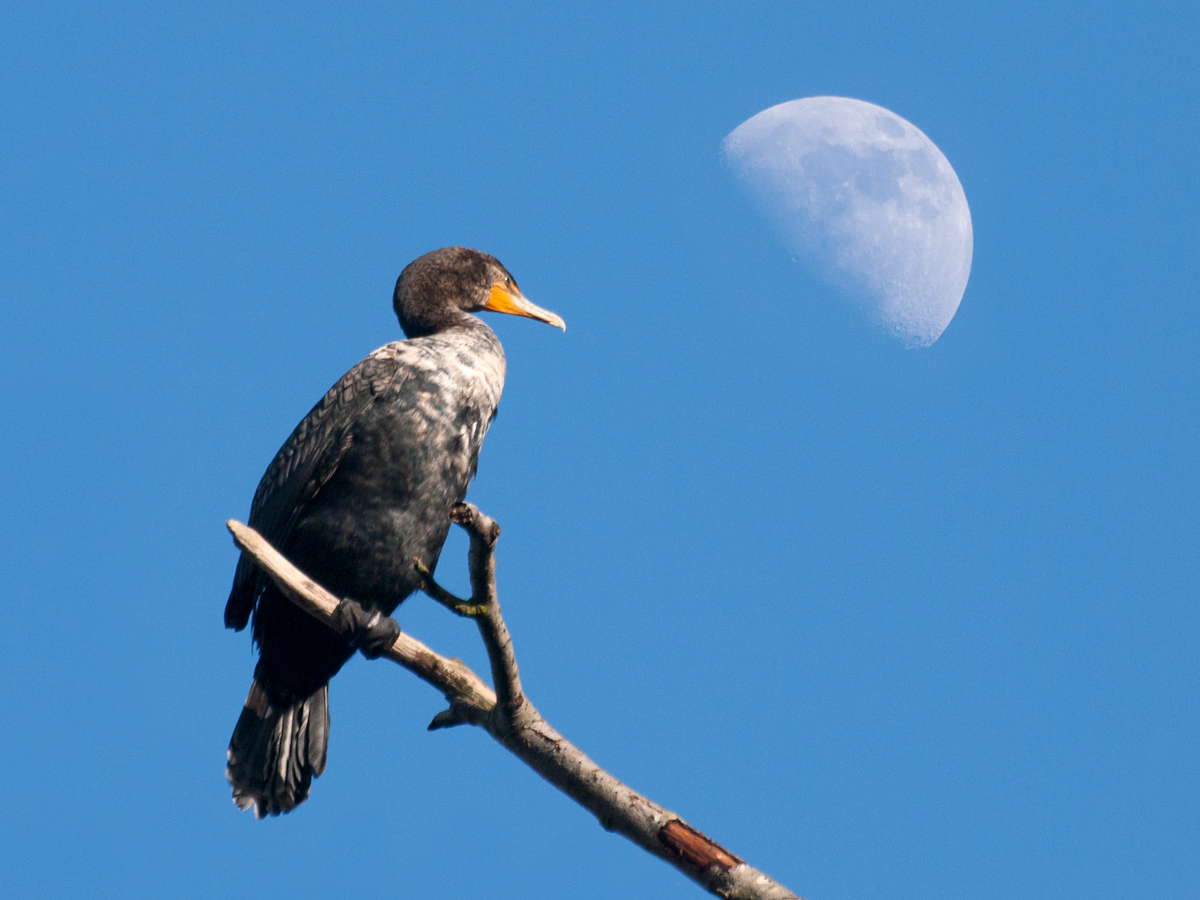
ロナはハワイ神話に登場する月の女神である。

ロナ（ハワイ語: Lona）は、ハワイ神話に登場する神であり、月の女神である。
神話においてロナは、死すべき定めの酋長アイカナカへの愛を描写している。ロナはアイカナカは結婚し、アイカナカが年老いて死ぬまで、ロナの宮殿で幸せな暮らしを送った。
一説によるとロナは、同じくハワイ神話に登場する月の女神ヒナの別名の可能性がある。これは神話がヒナについて「アイカナカの2番目の妻であり、彼女の息子たちの子孫はハワイの島々で王となった」と描いているためである。